# Fromentine
Fromentine est un faubourg de la commune de La Barre-de-Monts, dans le département français de la Vendée. C'est à la fois une station balnéaire et un port d'embarquement pour l'île d'Yeu. 

## Géographie
La localité, presque entièrement cernée par la forêt domaniale des Pays-de-Monts, est bordée au Nord par la baie de Bourgneuf et est relié au bourg chef-lieu distant d'environ 2 kilomètres à l'Est, par l'« avenue de l'Estacade ». La partie balnéaire du village située à l'Ouest, fait face à l'île de Noirmoutier dont elle est séparée par le détroit de Fromentine (ou « goulet de Fromentine ») que franchit le pont de Noirmoutier.

## Toponymie
C'est au Xe siècle, dans un rapport que le marchand Ibrahim ibn Ya'qub rédige pour le calife Omeyade de Cordoue Al-Hakam II, que l'on trouve pour la première fois le mot de Furmantîna. Bien que la zone n'ait été peuplée que beaucoup plus tard, et qu'il fasse ici référence à l'île de Noirmoutier, il nous donne l'écriture originelle du mot. 
En 1704, on retrouve sur une carte de l'ingénieur Claude Masse, pour désigner le goulet séparant Noirmoutier du continent, l’appellation « rade de Formantine ». Le docteur Julien Rousseau avance que l'origine du nom pourrait venir de deux racines celtiques : For qui se traduit par lieu et Mantel qui se traduit par abrité. Cela paraît crédible du fait que la rade est en effet protégée des vents d'est par le continent et d'ouest par la pointe de la Fosse. L'origine celtique du mot pourrait s'expliquer par la présences des Pictons sur ce territoire[réf. nécessaire].
L'hypothèse la plus souvent avancée concernant le nom de « Fromentine » est qu'il aurait été donné en référence au froment que l'on faisait pousser dans les plaines de Barbâtre et de La Barre-de-Monts, lequel s'exportait jusqu'à Nantes et à Bordeaux[réf. nécessaire].

## Histoire
C'est à l'aube du siècle dernier que cette station balnéaire s'est ouverte à l'urbanisation grâce à une série d’événements favorables.

### XIXesiècle

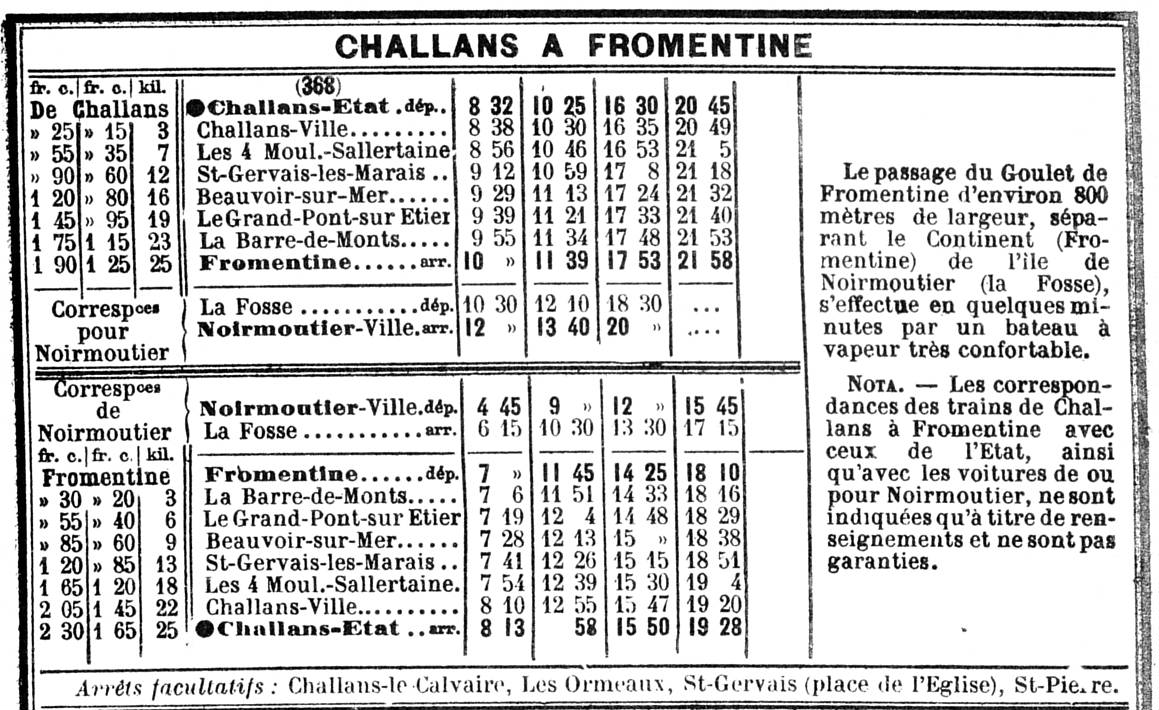
Horaires de la ligne Challans-Fromentine

Avant le XIXe siècle, l'espace de Fromentine n'est pas colonisé. C'est l'état français qui va céder au baron de Saint-Géniès une grande partie de l'actuelle station, en échange de l'octroi à ce dernier d'un fief dans la forêt domaniale des Pays-de-Monts, que l'on appelle encore « Parée du Baron ». Il mourra en 1890, et ses terres seront revendues à des entrepreneurs comme Léon Souhiard de Challans, ou Jean Cornu de Bouin.  
C'est grâce à l'estacade, qu'on commence à installer de 1856 (d'abord une cale en pierre) et que l'on termine en 1859 (un ponton de bois), que les voyageurs vont commencer à affluer. L'arrivée de la Sophie Célestine à Fromentine, en 1868, premier bateau à vapeur destiné à la liaison vers l'île d'Yeu, est le second facteur déclencheur. Il devait au début partir du port de Saint-Gilles-Croix-de-Vie, où il avait fait des essais, pendant trois mois, pour finalement venir s'amarrer à l'estacade de Fromentine, le 15 juillet de cette année, signant le renouveau des liaisons vers l'île d'Yeu à la future station.
Enfin, l’évènement le plus important représente l'arrivée du chemin de fer à Fromentine le 11 août 1896. Il s'agit d'une ligne à voie métrique en provenance de Challans concédée à la Société du chemin de fer sur route de Challans à Fromentine. Elle facilitera l'accès aux deux îles aux populations locales et plus tard aux touristes. La section Beauvoir-sur-Mer - Fromentine de cette liaison ferroviaire est intégrée en 1923, à la  ligne Bourgneuf - Saint-Gilles-Croix-de-Vie (prolongée vers Les Sables-d'Olonne en 1925). La ligne est fermée le 1er octobre 1949.

À la gare de Fromentine, située en bout de ligne, existait une plaque tournante permettant de retourner les locomotives. Des témoignages avancent que le nom de « Fromentine » aurait été donné à ce moment-là par les voyageurs à ce que les anciens appelaient « Le débarcadère ».

### Début duXXesiècle

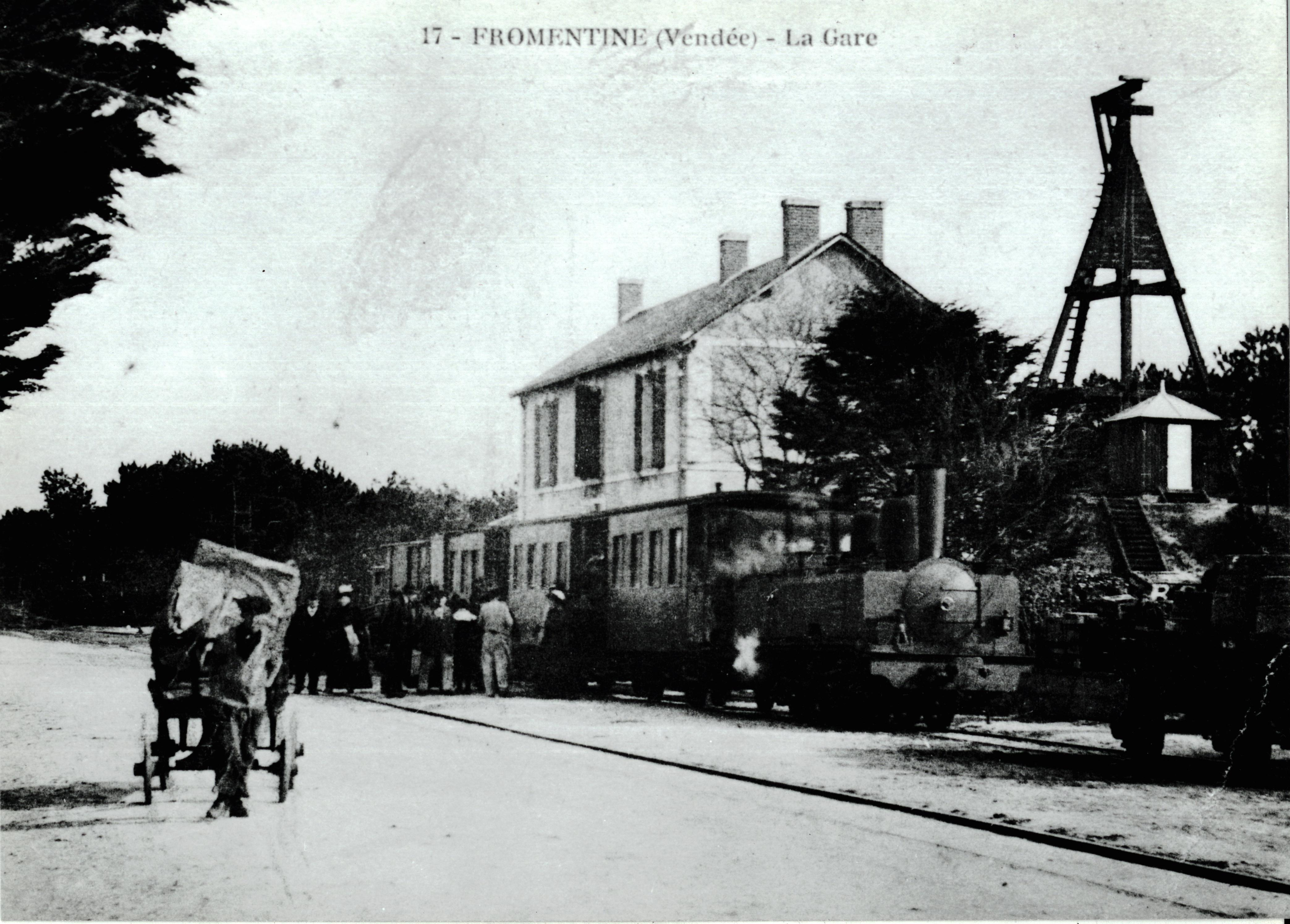
Gare de Fromentine début XXe siècle

C'est au début du XXe siècle que Fromentine connaît son grand développement, et toutes les conditions sont réunies pour qu'elle se transforme en vraie station balnéaire. Léon Souhiard, également chef d'exploitation de la ligne Challans-Fromentine, va construire les premières villas locatives, les « villas Souhiard », ainsi que la villa « La Brise » sur des terrains rachetés à la famille du baron de Saint-Geniès. 
C'est l'arrivée également de la conserverie, l'usine Levêsque, en 1907 qui va attirer une nouvelle population sur cette côte. On y met en boîte les fruits de la pêche locale, sardine ou thon, mais aussi du céleri ou du chou lors de la morte saison pour la pêche. Les travailleurs sont principalement des femmes, originaires pour la plupart du marais Breton tout proche, mais également des saisonnières bretonnes venues sur la côte vendéenne.
On voit aussi la naissance des premiers hôtels : l'« hôtel de la Plage », construit en 1908, et l'« hôtel de Bretagne », dont la construction n'était pas terminée au début de la Première Guerre mondiale.

### Première Guerre mondiale
On sait peu de choses sur Fromentine durant la Grande Guerre. Il existait une base aéronavale américaine appelée Naval air station Fromentine (NAS Fromentine), mais elle était située en fait à la Fosse, sur l'île de Noirmoutier,  de l'autre côté du goulet de Fromentine. On peut tout de même noter que Franklin Delano Roosevelt, alors secrétaire adjoint à la Marine, est venu passer une nuit dans la villa " Les peupliers " le 16 août 1918, alors qu'il venait passer en revue la NAS Fromentine.
1915 voit l'installation d'un feu à Fromentine (phare de 10 m avec une portée de 13 milles). Il était initialement destiné à la Pointe du Raz, mais a été installé dans un premier temps sur une estacade à Saint-Nazaire. Il sert principalement à guider les bateaux dans le goulet.

### L'entre-deux-guerres
Comme évoqué plus haut, la mode des bains de mer était devenue très populaire, et ce sont les années d'entre-guerres qui ont été les plus fructueuses pour le développement de la station. La famille du baron de Saint-Geniès vend sa maison en 1927, qui devient l'hôtel de l'Océan. Ils vendent également le reste des terres du baron à trois lotisseurs, M. Bastard, huissier de justice à Beauvoir, M. Cornu de Bouin ou encore Cultien, agriculteur de la Rousselière.
L'entreprise de Jean Cornu aurait été la plus prolifique et aurait employé jusqu'à 140 salariés, il est le constructeur de la plupart des villas du remblai. On rapporte que presque toutes les parcelles des villas avaient été vendues avant la mobilisation de septembre 1939. Il a ensuite fallu plus de dix ans pour qu'une activité immobilière reprenne.

### Seconde Guerre mondiale

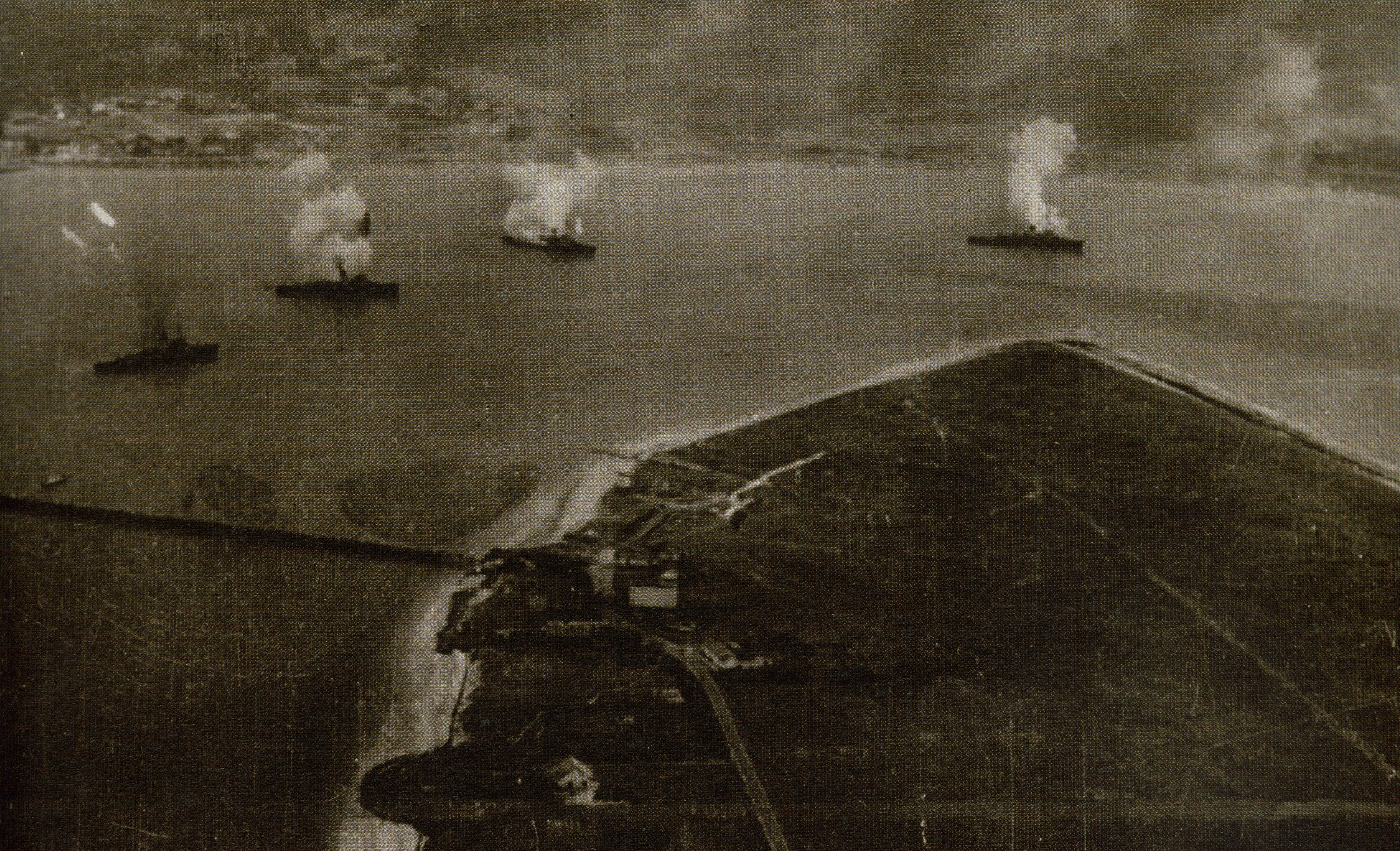
"Les 4 as"

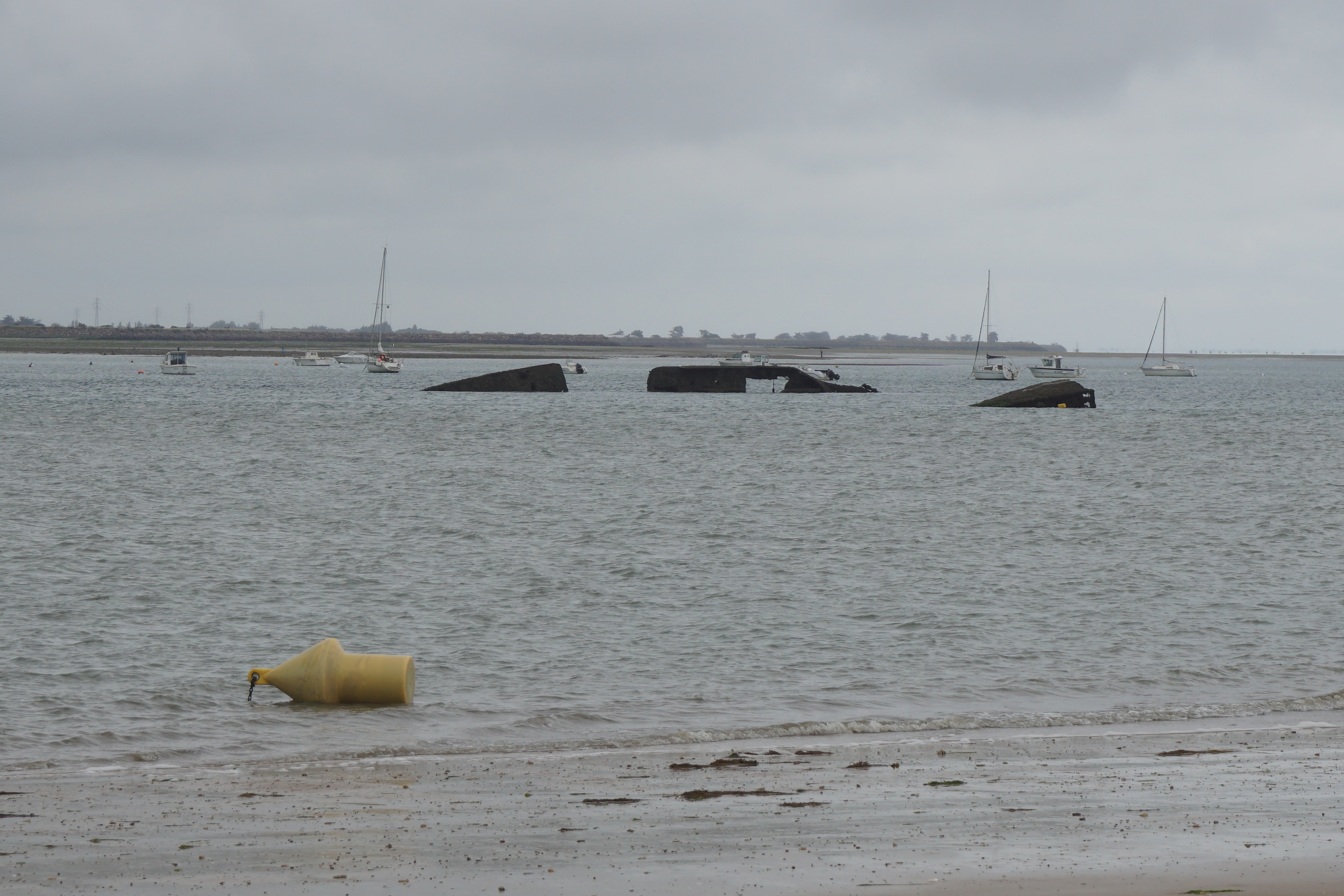
Épaves (2018)

Sous l'occupation allemande, comme toute localité de la côte Atlantique, Fromentine est compris dans le système défensif du mur de l'Atlantique. La villa « Les peupliers » aurait à ce moment-là servi de quartier général aux allemands qui surveillaient de très près l'île de Noirmoutier, qui apparaissait comme un point parfait pour le débarquement des alliés, dont les troupes auraient pu transiter sur le continent par le passage du Gois.
Le 4 août 1944, voit le lancement de l'opération Kinetik (en) qui vise à détruire tous les bâtiments de la Kriegsmarine sur la côte atlantique française. C'est dans ce contexte que quatre dragueurs de mines allemands (M366, M367, M428 et M438), appelés les « Quatre As », quittent le port de Saint-Nazaire dans la nuit du 7 au 8 août 1944 pour se rendre à La Rochelle avant de rallier l'Allemagne.
 Prévenus d'une patrouille alliée alors qu'ils étaient aux abords de l'île de Noirmoutier, ils décident de mouiller dans le goulet de Fromentine en espérant être cachés. En fin de journée, ils sont surpris par la marée basse et se retrouvent dans l'incapacité de faire face aux 24 chasseurs bombardiers Beaufighters de l'escadron canadiens les Buffaloes". Deux bateaux prennent feu et se couchent sur le côté, deux autres coulent debout, en eaux peu profondes. Le bilan fait état de 30 morts et 60 blessés.
Huit jours après cette attaque les canadiens croyant les deux navires posés sur le fond, intacts les bombardent à nouveau. Une troisième attaque finit d'achever complètement les épaves.
Deux des épaves ont été dépecées de 1956 à 1958, les deux autres sont encore visibles à marée basse dans le goulet.

### L'après-guerre

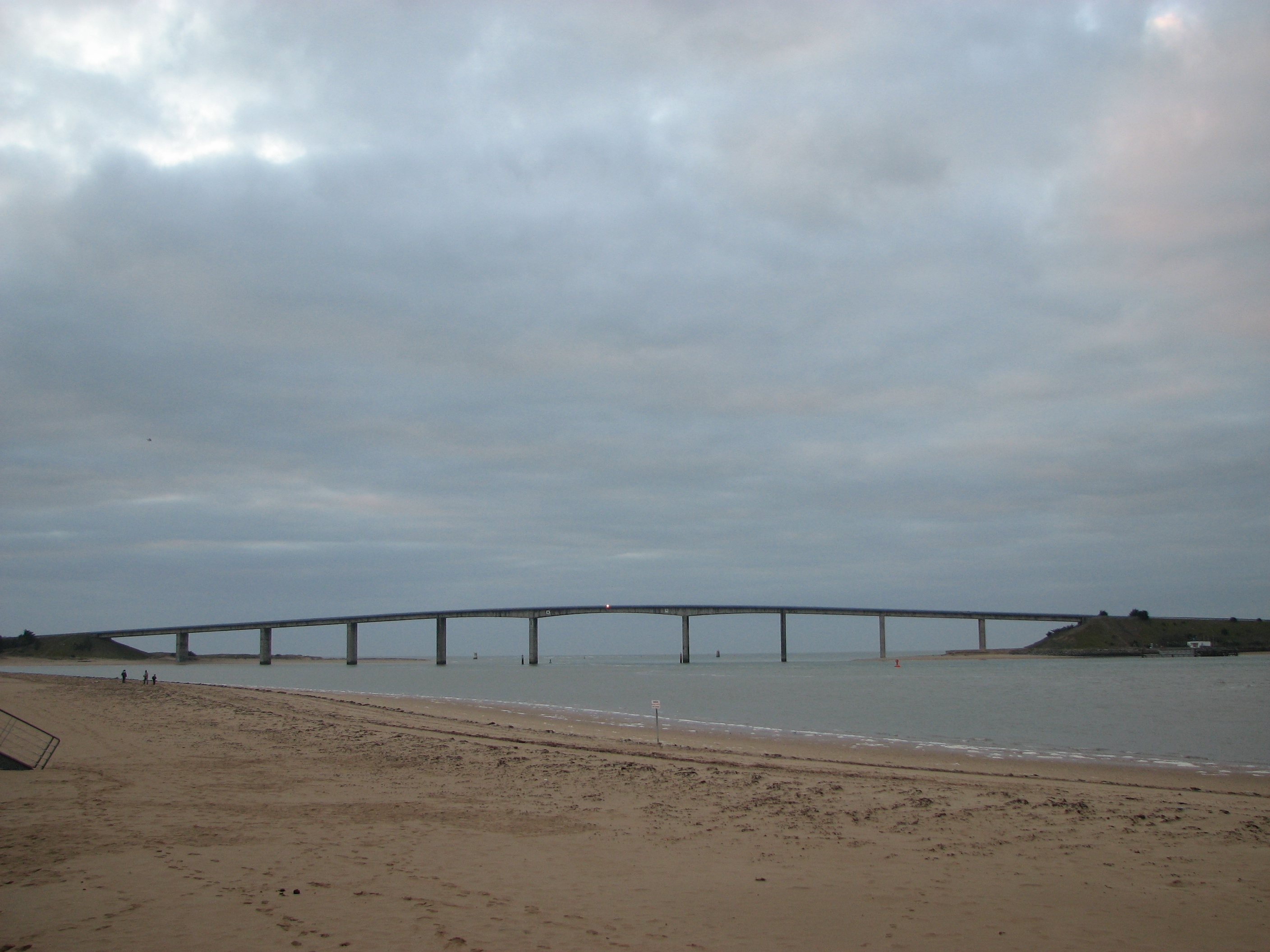
Pont de Noirmoutier

L'un des points les plus importants de l'après-guerre est la fin de la ligne de chemin de fer vers Challans, qui avait déjà été rachetée par le département en 1914. Le 1er octobre 1949, le petit train à vapeur s'arrête de circuler et est remplacé par l'autocar, qui est plus économique.
On voit par contre l'aboutissement d'un projet né en 1927 : les trois lotisseurs les plus importants de Fromentine avaient laissé à la paroisse de La Barre-de-Monts une parcelle pour construire une chapelle. C'est en 1946 que l'abbé Baudry lance le financement de cette chapelle. Les travaux commencent en 1950, et la première pierre est posée par l'évêque de Luçon. Elle sera terminée en 1952, et une cloche fondue à Annecy y sera installée en 1954.
En 28 décembre 1968, la conserverie, alors aux mains de M. Gauduchon depuis 1929, cesse de fonctionner par décision du maire de La Barre-de-Monts. Les raisons évoquées sont des plaintes des riverains les plus proches, ainsi qu'une pollution de la plage et des alentours. Elle est détruite en 1976.
Le dernier événement d'importance est la construction du pont de Noirmoutier reliant Fromentine à la pointe de la Fosse, sur la commune de Barbâtre. Une liaison se faisait auparavant par bateau à passager reliant les deux estacades. Le pont est l'alternative la plus simple au passage du Gois, et permet en plus un passage conséquent de touristes venant visiter Noirmoutier à Fromentine. Il est payant jusqu'en 1994. Les prix sont de 8 francs pour les continentaux, 6 francs pour les Vendéens, et 3 francs pour les locaux.
L'urbanisation de Fromentine s'est terminée dans les années 1990 lorsque les dernières parcelles de terre ont été exploitées.

## Économie
Fromentine est l'un des ports d'embarquement à destination de l'île d'Yeu. Cette fonction fournit au village une part importante de son activité économique. Cette liaison maritime a été instaurée en décembre 1959 à la suite d'une décision du conseil général de Vendée.
Deux compagnies assurent ce service : la Compagnie Yeu Continent et la Compagnie Vendéenne. La première étant publique et la seconde privée :
- La Compagnie Yeu Continent dispose aujourd'hui d'une flotte de trois navires : un caboteur mixte, l'Insula Oya II (de 1982 a 2023) et l'insula oya lll depuis 2023, ainsi que deux catamarans à grande vitesse, le Pont d'Yeu et le Châtelet (depuis 2006). La traversée dure environ 70 minutes pour l'insula oya ll ..contre 60 minutes pour l'insula oya lll , et 30 minutes pour les deux seconds[9].
- La Compagnie Vendéenne dispose également d'une flotte de trois navires, dont deux qui assurent la liaison depuis Fromentine : le Port Fromentine (depuis 2005, qui assure aussi la liaison au départ du port de Saint-Gilles-Croix-de-Vie) et le Saint-Sauveur (depuis 2008)[10]. La traversée depuis Fromentine dure 45 minutes[11].

Depuis 2007, il existe à Fromentine une gare maritime pour le départ et l'arrivée des bateaux faisant la liaison vers l'île d'Yeu.

## Patrimoine
Le patrimoine de Fromentine se compose principalement des témoignages de sa colonisation sur un siècle.

### Les villas[12]

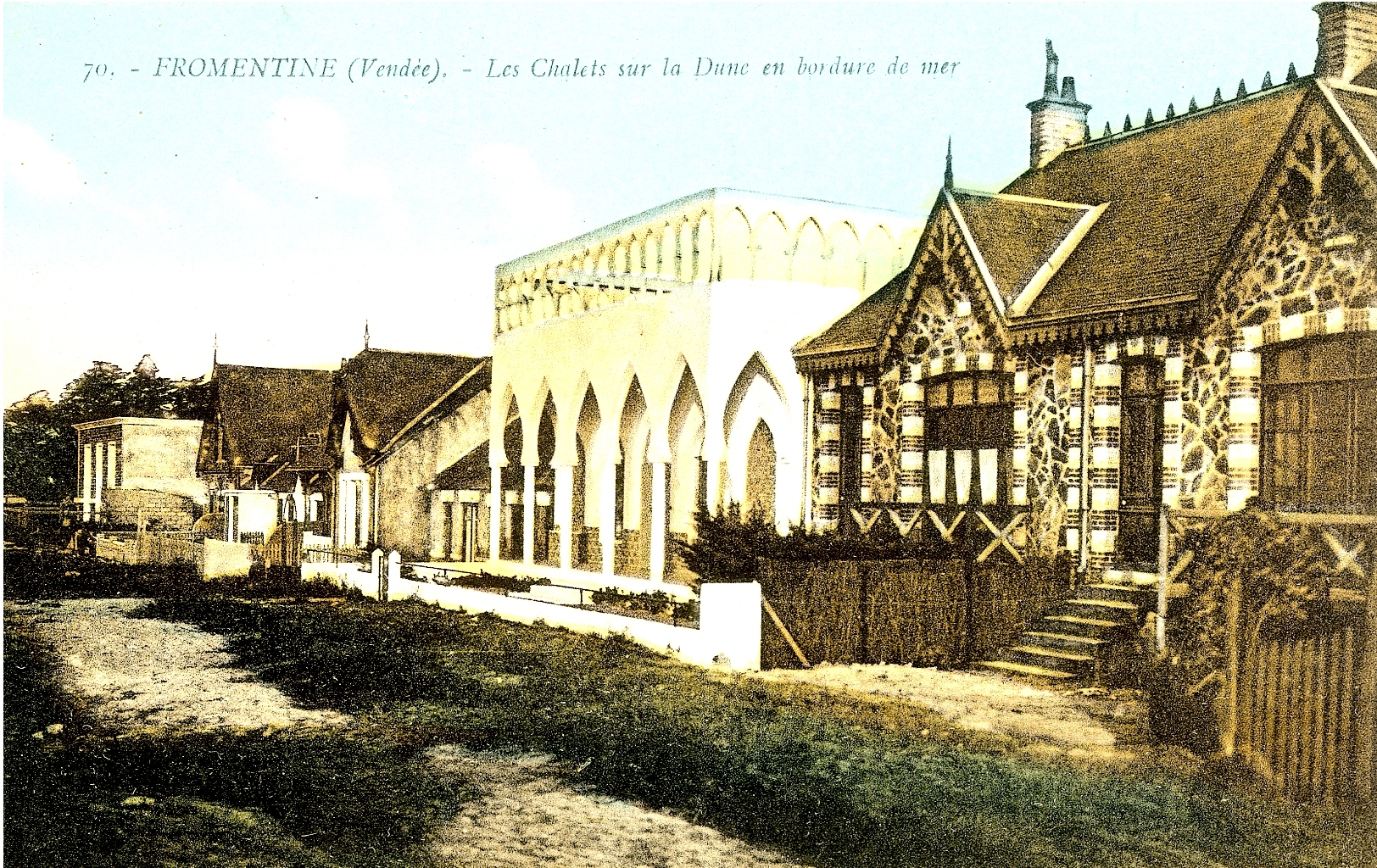
Villas sur le remblai de Fromentine (années 30)

Un des principaux attraits de Fromentine est son remblai, tout à fait original du fait de sa composition : en effet une vingtaine de villas se succèdent, toutes de styles très différents puisque construites à différentes époques.
Les plus anciennes seraient « La Brise » et les « villas Souhiard », construites par l'entrepreneur Léon Souhiard avant la Première Guerre mondiale. La première pourrait dater de 1895. Elles présentent la particularité d'être partiellement en briques, ce qui est inhabituel dans la région, avec des décorations en rinceaux. 
Une autre villa très particulière est « Dar Koum » (« chez vous » en arabe), puisqu'elle présente des décorations mauresques typiques, et est librement inspirée de la mosquée de Fès[Laquelle ?] au Maroc. Elle date de 1927 et n'avait au départ pas de toit, il est rajouté après la Seconde Guerre mondiale. Elle était la propriété de M. Desmé qui avait travaillé pour le gouvernement français au Maghreb, et possédait accessoirement les premiers parkings pour liaison vers l'île d'Yeu. Cette villa témoigne de la colonisation, des expositions universelles et de l'esprit de l'époque qui tendait vers l'exotique. Elle fait également figure d’excentricité par rapport au reste des villas et témoigne de l'envie de se distinguer des propriétaires à l'époque.
On pourra encore citer la villa « Oceana » (appelée aussi la « Maison Rose ») qui appartenait à M. Renon, trésorier-payeur général à Abidjan, et qui est elle aussi originale dans sa forme, puisqu'elle fut construite en hauteur. Elle est aussi bâtie dans les années 1930 probablement par Jean Cornu qui était un ami de M. Renon. L'escalier qui descend devant sa façade permet la mise en valeur de la maison, mais aussi du propriétaire (tout comme M. Desmé avec sa villa mauresque).

### Notre-Dame-des-Flots
La chapelle de Fromentine construite dans les années 50 est toujours observable, les messes y sont même données en été. Son nom vient de sa ressemblance avec une coque de bateau. À l’intérieur, une statue de la Vierge réalisée par Maxime Real del Sarte, la dernière œuvre du sculpteur avant sa mort. Il l'a réalisée avec un seul bras car il avait été estropié pendant la guerre. La procession qui emmena la statue à Fromentine était d'abord constituée d'une quinzaine de bateaux, avec la statue et l'évêque de Poitiers dans celui de tête. La bénédiction de la statue, en 1955, donna lieu à une grande fête de la mer.
Elle est l'initiative du père Baudry, combattant pendant la Seconde Guerre mondiale, ayant passé cinq années emprisonné. On peut également lire sur la cloche le nom des donateurs de cinquante francs pour sa fonte, dont M. Gauduchon, directeur de la conserverie.

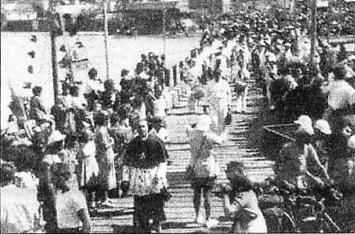
Procession pour la bénédiction de la statue.
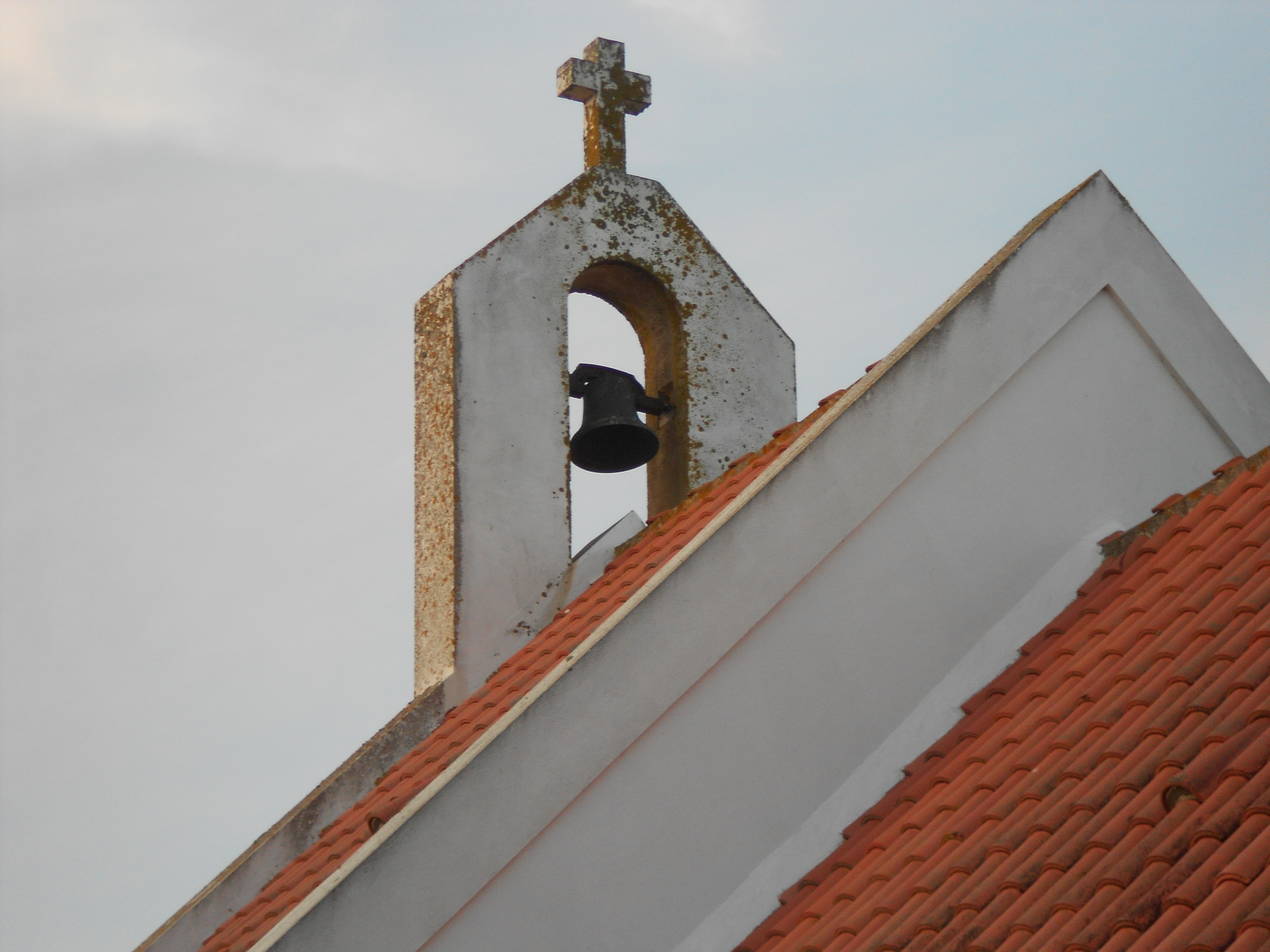
La Cloche de la chapelle

### Le Feu de Fromentine[13]
Il est installé à Fromentine le 15 juin 1915 après avoir été démantelé à Saint-Nazaire depuis l'ancienne estacade du port. Il mesure 10,05 m et a une portée de 12 milles 1/2. 
Il est entièrement en métal, ce qui est rare, la plupart des établissements sont en béton ou en maçonnerie. Le choix a été fait par l'ingénieur et architecte Léonce Reynaud d'où son originalité, à la fin du XIXe siècle. 
Sa structure en fait un monument unique en Vendée, et très rare en France. Il est classé monument historique depuis le 3 octobre 2012.
Son fonctionnement se base sur des lentilles de couleurs différentes, indiquant aux bateaux, par une lumière blanche, rouge ou verte, si la zone est praticable ou présente un risque d'échouage à gauche ou à droite. Il fonctionnait jadis au fioul et était rempli tous les soirs par le gardien du phare jusqu'en 1939, sa lanterne est ensuite modernisée et électrifiée.

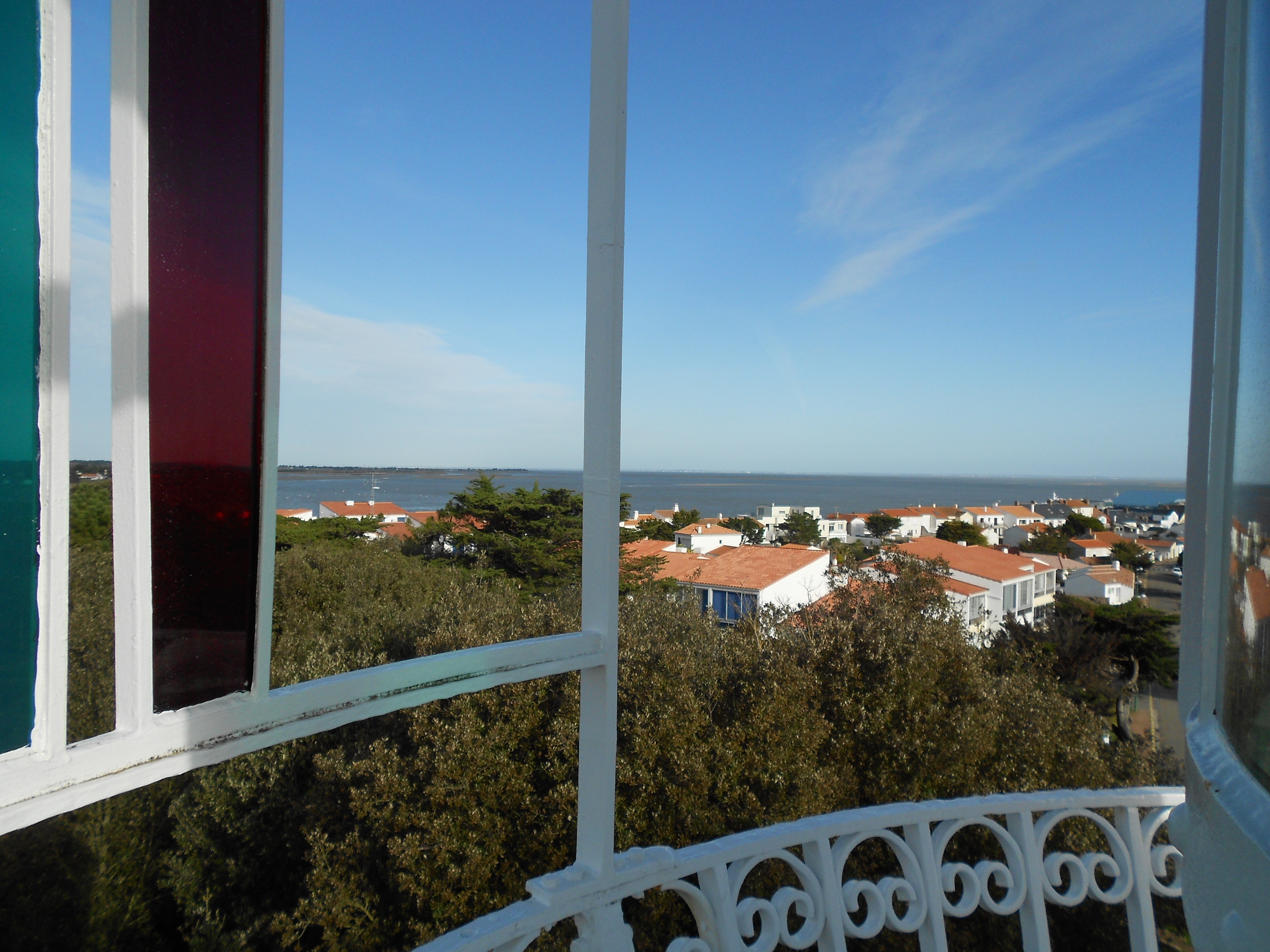
Vue sur un quartier de Fromentine depuis le balcon
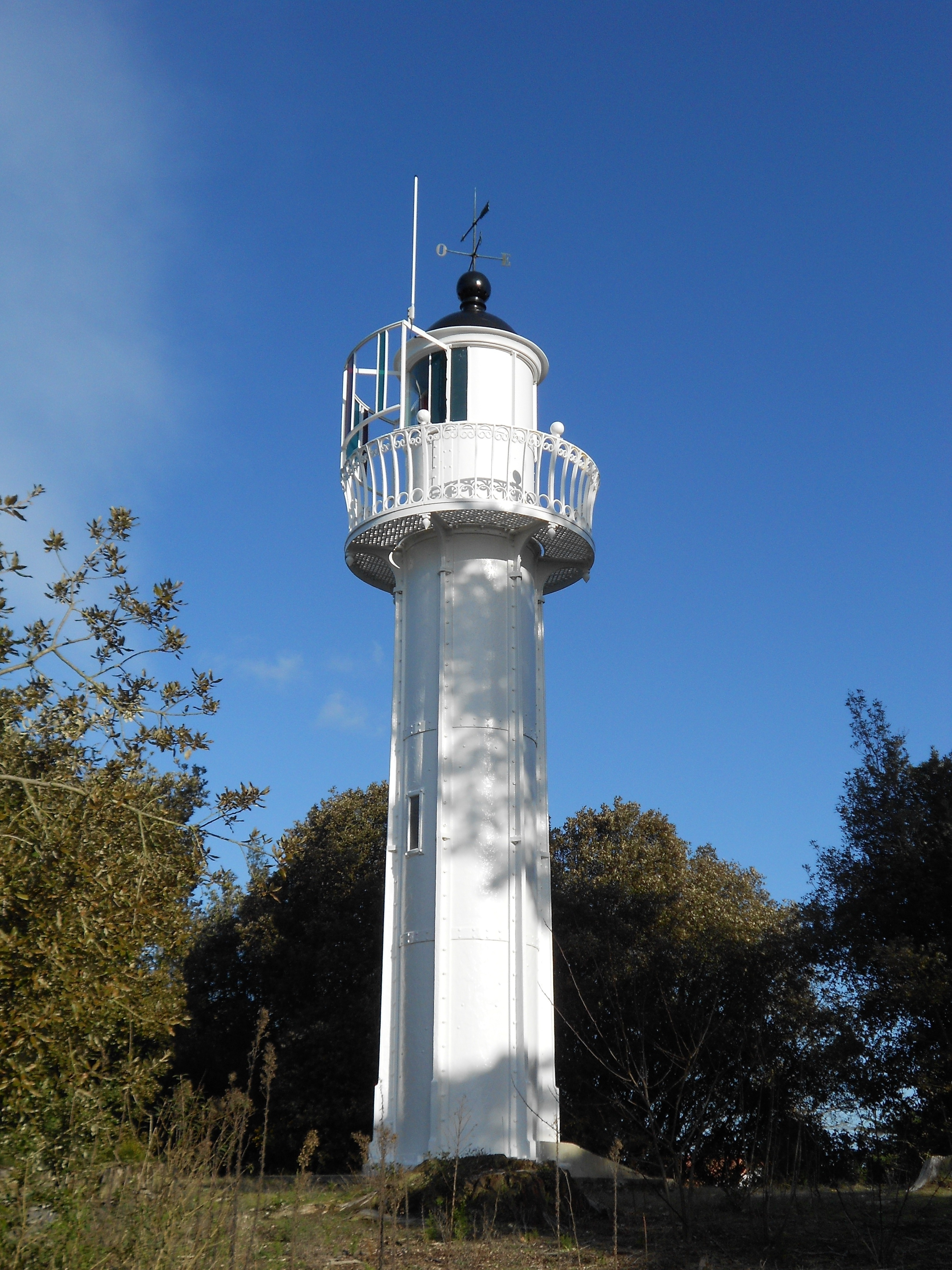
Le Feu de Fromentine

Ce type de phare, issu du brevet du 3 novembre 1868, déposé par les ingénieurs Gustave Eiffel et Louis Sautter, n'existe plus qu'en cinq exemplaires en France,. 
Un phare similaire construit en France en 1886 se trouve au Portugal, c'est le phare du Fort de Santa Catarina installé à São Julião da Figueira da Foz.

## Manifestations culturelles et festivités

### Les «Sports d'hiver à la mer»
Les « Sports d'hiver à la mer » sont une série d'initiatives de la commune de La Barre-de-Monts commencées en 2009, ayant pour objectif la valorisation de la commune sur les périodes habituellement creuses de la Toussaint et de Février. Il ne s'agit au départ que d'offres promotionnelles sur les hébergements et activités à ces époques de l'année. Mais dès 2010, le concept est retravaillé, et la commune propose désormais de vraies activités dites "de montagne" à la mer.  
Plusieurs activités phares composent les « Sports d'hiver à la mer », dont les promenades en traîneau (avec chiens alaskans), les randonnées à raquettes ou les randonnées pour les gourmands.
L'objectif de la commune avec cette initiative est de proposer une expérience originale à des prix attractifs,  tout en donnant vie au bourg pendant l'habituelle morte-saison.

### Festival de théâtre
Créé en 1989 à l’initiative de la commune de La Barre-de-Monts (Marylise Rongère Terrien, maire et Jean Thiery, premier adjoint) et de Patrick Laurent Martel, comédien et metteur en scène, le festival remporte un vif succès populaire qui s’accroît d’années en années.
Le « Festival de Fromentine » est une manifestation unique en son genre. Il consiste en une série de cinq spectacles joués en alternance tous les soirs pendant un mois et demi, en été, par une quarantaine de comédiens (professionnels et amateurs). On peut y voir des concerts mis en scène, des créations, des reprises, qui sont le fruit de plusieurs metteurs en scène.
La production et l'organisation des spectacles est gérée par l'Association culturelle de La Barre-de-Monts, et c'est Thibault Martel qui en est le directeur.

## Galerie

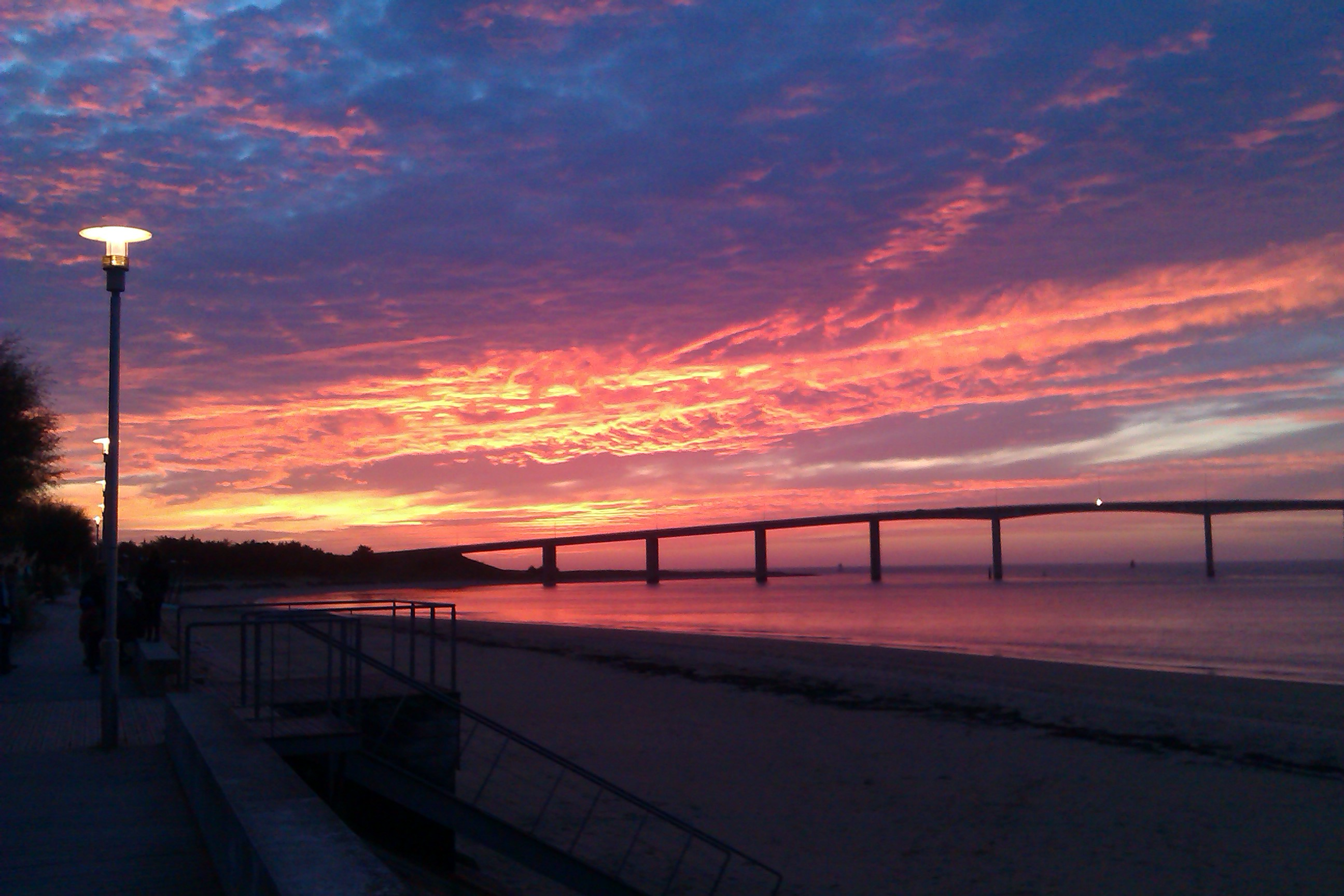
Coucher de soleil vu du remblai
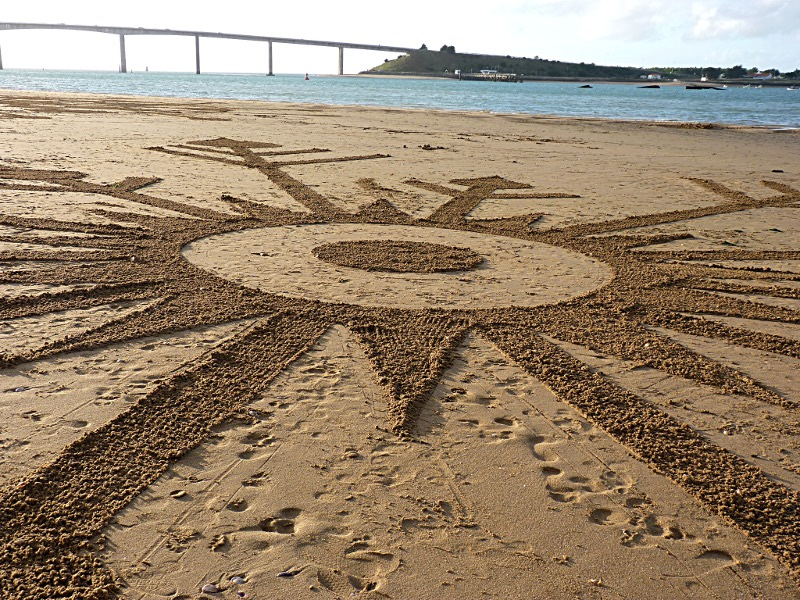
Dessin sur le sable de la plage représentant un flocon de neige.
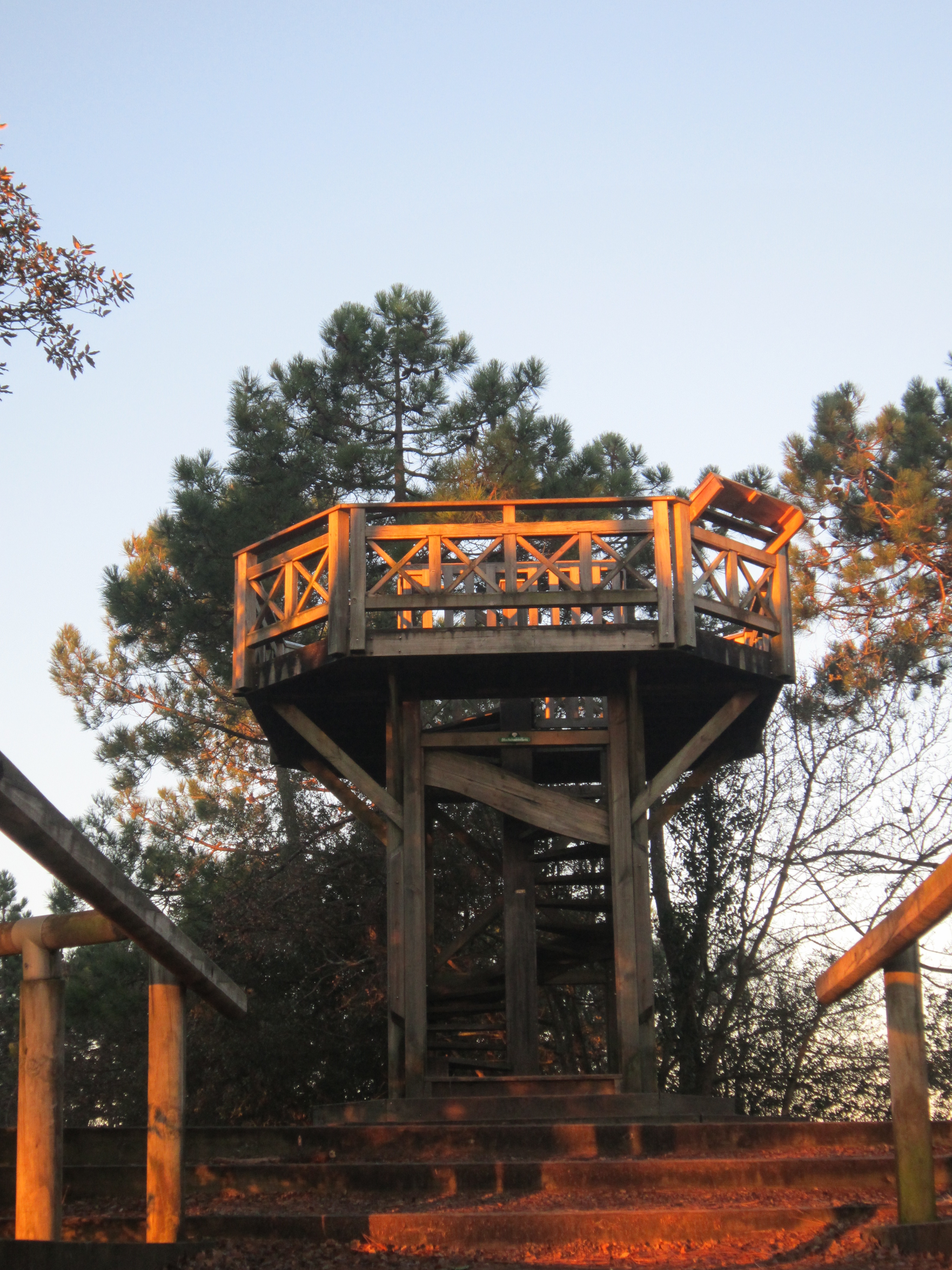
Plateforme en bois appelée Le "Pey de la Blet"
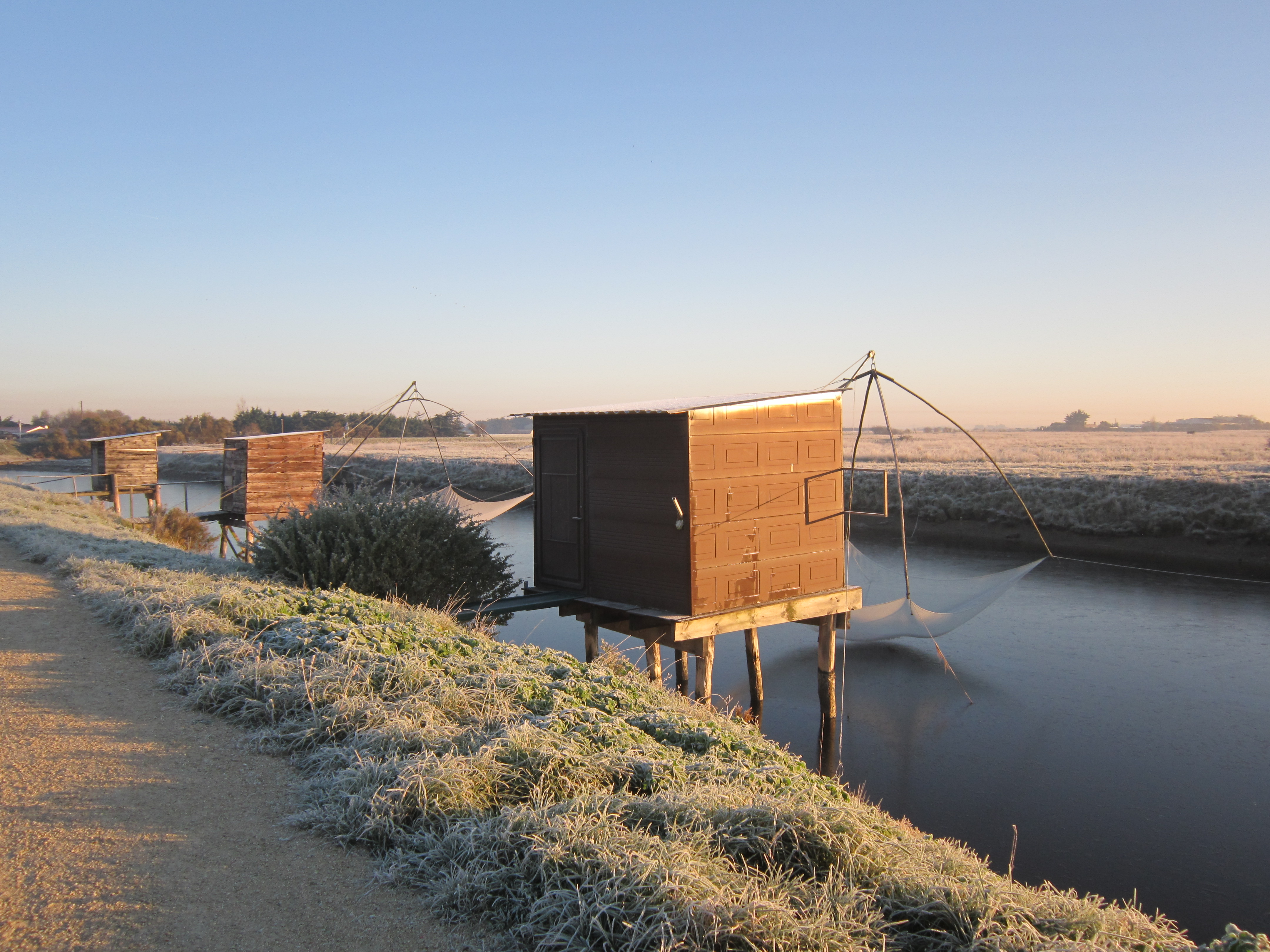
Cabanes de Pêche au carrelet
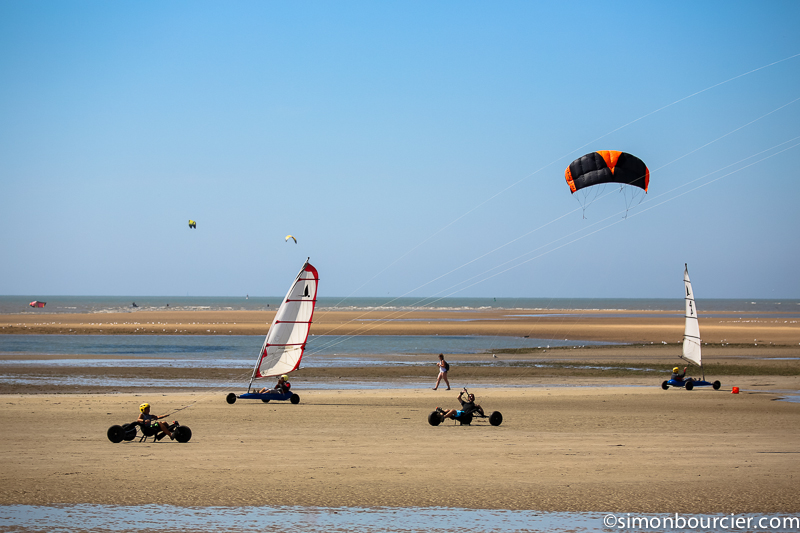
Engins à voile sur la plage